# 色情症
色情症（しきじょうしょう、英: hypersexuality）とは、主に性欲の異常亢進を指す精神医学用語である。多淫症や色情狂などとも呼ばれる。

## 概要
色情症とは、性欲が異常な亢進状態になる症状である。相手から根拠もなく愛されていると錯覚したり主張する好訴妄想（妄想観念）型や、性機能障害による性欲の抑制欠如が原因と考えられる異常性欲型などがある。
なお、異常性欲型は、男性なら「サチリアジス」、女性なら「ニンフォマニア」と呼ばれる。気分障害の一種である躁病状態の際に併発する場合があり、量的に過剰な性交（セックス）を求めたり、オナニーを何度繰り返しても満足しないような症状が見られる。

## 男子色情症
男子色情症はカサノヴァ型とドンファン型に区分される。
カサノヴァ型
不特定多数の相手と性的な快楽を追求しようとするタイプ。ジャコモ・カサノヴァが由来。
ドンファン型
特定の相手にこだわり、その過程に快楽を追求するタイプ。ドン・ファンが由来。

## 備考
一般的に「色情狂」などと呼ばれるため、根拠もなく精神疾患と見なされやすい。